# Votre Beauté
«Votre Beauté» — глянцевий журнал категорії люкс. Випускається у Франції з 1933 року і входить до групи видань «Marie Claire». 
На ліцензійній основі журнал видається в Бельгії, Греції, Китаї, Росії, Україні та декількох країнах Близького Сходу. 

Обсяг: від 112 сторінок.

Періодичність: 10 номерів на рік (грудень-січень і липень-серпень — спарені номери).

Наклад: 30 тисяч примірників.

## Рубрики журналу
Рубрика «Деталі»:
- Вибір: найкращі продукти місяця
- Ексклюзив: новинки по догляду за собою
- Аромат місяця
- Космецевтика
- Великим планом: опис нових процедур у салонах краси, інтерв'ю з власниками салонів краси, фітнес-центрів, клінік пластичної хірургії
- Look: макіяж місяця
- Новинки косметики
- Міфи й правда
- Консультація
- У фокусі: нова косметична серія
- Процедура місяця: власний досвід, призначення, механізм дії, відчуття, ціна, курс

Рубрика «Стиль»:
- Сезон: модні хіти сезону
- Тренди: новинки найкращих вітчизянних крамниць модного одягу і аксесуарів з указанням цін
- Make-up: тенденції модного макіяжу
- Мода

Рубрика «Експертиза»:
- База даних: експертиза косметичної продукції
- Консультація: питання-відповідь, розгорнута консультація фахівця
- Косметологія: аналітичний матеріал, до створення якого долучаються експерти
- Власний досвід: інтерв'ю з фахівцями з галузі краси
- Докладно: актуальна сезонна проблема і шляхи її вирішення

Рубрика «Персони»:
- 24 години: секрети краси зірок телебачення і шоу-бізнесу
- World Beauty: світові зірки
- Що у вас у косметичці?: найулюбленіші косметичні засоби відомих людей
- Його погляд: чоловік, чия думка про красу цікава жінкам
- Красуня: історії життя легендарних красунь минулого

Рубрика «Досьє»:
- Тема номера: великий аналітичний матеріал з актуальної косметичної проблеми
- Косметика: тематичний добір продукції відповідно до головного матеріалу
- Тест
- Думка експертів
- Бліц-опитування

Рубрика «Досвід»:
- Урок краси: поетапний опис макіяжу
- Здоров'я
- Практикум: пластична хірургія

Рубрика «Fashion story»
Рубрика «Релакс»:
- Психологія
- Меню
- Вояж
- SPA

Рубрика «Хочу»

## «Votre Beauté» в Україні
В Україні журнал випускає Видавничий Дім «Український Медіа Холдинг». Перший номер українського «Votre Beauté» вийшов у кінці січня 2007 року.
50% журналу складають українські матеріали, інші 50% — найактуальніші для українського ринку матеріали, перекладені з французької версії видання.

Мова: російська. 